# Tobillas
Tobillas es un concejo del municipio de Valdegovía, en la provincia de Álava, País Vasco (España).

## Toponimia
Alude a la roca caliza que predomina en Valdegovía, y en concreto a la toba, tipo de piedra producto de la descomposición de la caliza por el filtraje del agua y precipitada tal disolución sobre plantas al surgir el agua a través de fuentes y manantiales.
Los orígenes del pueblo parecen tener relación con las cuevas horadadas sobre roca en su término.

## Localización
Por aquí pasa la carretera  A-2622  desde Espejo hasta Bóveda y que continúa hasta San Pantaleón de Losa a través de la BU-553 .

## Geografía
Al norte se sitúa Peñalisa y otras estribaciones que lo protegen de los vientos del norte.
Al sur está el Parque natural de Valderejo un área con alturas de más de 1000 m. En esta zona está el monte Gobía.
Por entre ambas alineaciones montañosas discurre el río Omecillo que ha originado el área en el que se asienta este pueblo.

## Despoblados
Forma parte del concejo los despoblados de:
- Ripaota.[1]
- Villamanca.[2]

## Historia
Existe el menhir de Ribota (entre Bóveda y Tobillas), lo cual testimonia que había poblamiento en la prehistoria.

### Edad Media
Pero su poblamiento más masivo y continuado se originó en la época medieval. 
Entre los siglos V al VIII, se desarrolla el fenómeno del eremitismo.
El eremita buscaba el retiro, la soledad, en lugares recónditos y en muchos casos de difícil acceso. Estos ascetas habitaban en moradas que ellos mismos excavaban en la roca. Las más importantes son las de Pinedo, Corro  y Tobillas.
Tal iniciativa traía anejo un nuevo sistema de producción que continuó durante siglos.

Otro aspecto importante que hay que señalar es que, a diferencia de otros territorios o de algunas propuestas realizadas por historiadores y arqueólogos, las iglesias nunca han tenido en el País Vasco un papel significativo en la formación de las redes aldeanas (Quirós Castillo 2009a). En todos los casos en los que contamos con registros arqueológicos adecuados se ha podido comprobar que las iglesias altomedievales se han construido en el seno de aldeas ya existentes (Tobillas, Aistra, Armentia, Rivabellosa, Zarautz, Momoitio, Gerrika, etc.).
 Juan Antonio Quirós Castillo: “Arqueología del campesinado altomedieval: las aldeas y las granjas del País Vasco”.

Surge el pueblo y junto a él, el monasterio de San Román en el año 822.

### Nuevo sistema de producción
Este sistema de producción se fue extendiendo por todo Valdegovía como testimonia el que otros pueblos remontan también su origen a esta época.
Un ejemplo de en qué consistía tal sistema:

Un paso más, en esta misma época, en el proceso de articulación de espacios territoriales amplios sobre la base de una capacidad de disposición de estas células religiosas, es la que nos ofrece la fundación y dotación de San Román de Tobillas (actual Valdegovía), realizada por el abad Avito. En su testamento, roborado por un presbítero, cinco abades y cuatro personas sin calificación social o jerárquica alguna, concede a dicha regula, pro remedio de su alma y la de sus gasalianes, su hereditate. Esta, está compuesta tanto por presuras y scalios realizados sobre tierras, molinos, ferragines y sernas, como sobre ecclesias y bustos, distribuidos en disposición sur-norte que va desde Santa María de Lara a la zona de Oca-Cerezo, actual Álava Occidental, Losa y acaba en el curso alto del Ebro con la presura que realizara sobre la ecclesia de Santa Cruz de Paredes Rubias (Valderredible). Junto a ellas, distanciadas entre sí por más de 100 km, el mismo abad entrega un número considerable de eras de sal en Añana y una importante cabaña ganadera compuesta por un yugo de bueyes, 100 vacas, 80 yeguas, 20 caballos y mulos y 500 ovejas. (Col. dip. de Oña. Ed. Alamo, doc 1 del año 822).
 Esther Peña Bocos: “La Atribución social del espacio en la Castilla altomedieval. Una nueva aproximación al feudalismo peninsular”

### Historia Contemporánea

#### sigloXIX
En el diccionario Madoz señala que:
- Tiene 10 casas, escuela a que concurren los niños de Corro y Pinedo, dotada con los réditos de una obra pía y alguna retribución; iglesia parroquial (San Román) servida por un beneficiado; 2 ermitas (San Juan Bautista y San Lorenzo).
- Para surtido del vecindario una fuente de aguas algo duras.
- El término confina N. Huerca; E. Corro; S. Gobia, y O. Bóveda; comprendiendo dentro de su circunferencia el despoblado de Villamanca y varios montes, especialmente hacia el N. uno bastante poblado.
- El terreno es de mediana calidad; le atraviesa de norte a sur el río Omecillo con 2 puentes, caminos el que desde Bóveda va a Espejo en mediano estado. El correo se recibe de Miranda de Ebro por balijero los domingos, martes y jueves.
- Producción Principal: trigo, cebada, avena, patatas, manzanas, nueces, peras, cerezas, ciruelas v legumbres; cría de ganado lanar, cabrio, vacuno y de cerda; caza de perdices, codornices, chochas, palomas y liebres; pesca de truchas
- Industria. Además de la agrícola y pecuaria hay un molino harinero.
- Población.  11 vecinos, 86 almas.[8]

## Demografía
| Gráfica de evolución demográfica de Tobillas entre 2000 y 2017 |
|                                                                |
| Población de derecho según los censos de población del INE.    |

## Monumentos
El pueblo por su situación y casas tiene interés. En la zona alta del pueblo destaca su iglesia, San Román de Tobillas,  considerándose el templo más antiguo del País Vasco.
Consta de cuatro etapas constructivas:
a) La cabecera y la cimentación pertenecen al premier edificio, que se data en la primera mitad del siglo IX.
b ) Segundo edificio, del siglo X, del que quedan huellas del ábside cubierto por cúpula de toba. Se conservan las dovelas reutilizadas en el arco de entrada y una ventana.
c) Edificio románico, del que quedan el arco de entrada, frisos y canecillos todo ello muy alterado.
d) Engloba todas las reformas que ha ido sufriendo hasta la actualidad.
Es de destacar la importancia que han tenido las fuentes documentales a la hora de datarlo. El primer testimonio lo aporta el abad Avito, al hablarnos de la reforma como iglesia monástica en el año 822.El siguiente documento lo aporta el presbítero Vigila, el que nos da testimonio de la restauración que llevó a cabo en el siglo X, mediante el epígrafe conservado en el museo de arqueología. El tercer testimonio, de reciente descubrimiento también nos llega mediante un epígrafe de clara paleografía mozárabe.
El descubrimiento de los restos de la cúpula de toba sobre pechinas en la segunda fase constructiva de la iglesia, la relaciona con un grupo de iglesias del norte peninsular, fechadas a comienzos del siglo X, pero es esta la primera que se encuentra en el País Vasco, por lo que es la más septentrional de todas ellas, lo que ha permitido preguntarse si es este el punto desde el que se expande la novedad arquitectónica al resto de la península.
A principios del siglo XX había una pequeña central hidroeléctrica montada en el molino de la localidad.

## Apellido
Existe el apellido “Tobillas”, apellido toponímico que procede de este pueblo. Son muy pocas las personas que en la actualidad portan tal apellido por lo que puede desparecer. También puede aparecer como apellido compuesto como Martínez de Tobillas.